# دخيل المري
سعادة السيد دخيل بن مُحَمَّد النابت المري، عضو سابق بمجلس الشورى القطري وهو من أعضاء الدفعة الثانية عام 1975م.

## نشأته
ولد بمدينة الريان بدولة قطر عام 1936 م، درس القرآن الكريم واتم حفظه على يد (مطوع)و في الرابعة عشر من عمره، انضم للعمل في مسيعيد، عند أول بدايات
أعمال الشركة بها، وقد واكب عمله في مسيعيد فترة قيام شركة البترول بتصدير الزيت إلى الخارج من مينائها، ومع بدء التحاقه بالاعمال الحكومية، أنضم بالعمل
عام 1961م بإدارة الكهرباءوالماء.
درس سعادته في المدارس الليلية وواصل الدراسة بها إلى أن حاز على الشهادة الثانوية ثم التحق بمعهد الإدارة وحصل على الدبلوم عام 1965 م، بعد ذلك التحق 
(بكلية التجارة) بجامعة بيروت وحصل على (بكالوريوس تجارة واقتصاد) وبعد اتمامه لدراسته الجامعية، عمل بوزارة الدفاع عام 1975 م رئيساً لقسم المحاسبة العامة بها.

## وفاته
توفي سعادته بتاريخ 17/12/2002 م بعد أن ختم القرآن ونال علمه بكفاح.